# Brit Awards de 1989
O Brit Awards de 1989 foi a 9ª edição do maior prêmio anual de música pop do Reino Unido. Eles são administrados pela British Phonographic Industry e ocorreram em 13 de fevereiro de 1989 no Royal Albert Hall em Londres. Este ano marcou a primeira apresentação dos prêmios Artista Solo Feminina Internacional e Artista Solo Masculino Internacional.
A cerimônia de premiação, apresentada por Mick Fleetwood e Samantha Fox, foi televisionada ao vivo pela BBC. A apresentação de Fleetwood e Fox da cerimônia foi amplamente criticada na mídia, o que levou a decisão de gravar os futuros eventos para transmissão na noite seguinte (até 2007). Eles continuamente perdiam as pistas e afofavam suas linhas, e Fox erroneamente apresentou Boy George como The Four Tops. O ministro do governo Kenneth Baker foi vaiado pela audiência. Uma mensagem pré-gravada por Michael Jackson nunca foi transmitida, apesar do programa terminar alguns minutos mais cedo.

## Performances
- Bros – "I Owe You Nothing"
- Def Leppard – "Pour Some Sugar on Me"
- Fairground Attraction – "Perfect"
- Gloria Estefan Miami Sound Machine – "Rhythm Is Gonna Get You"
- Randy Newman – "Falling in love"
- Tanita Tikaram – "Good Tradition"
- Yazz – "Got to Share"

## Vencedores e nomeados
| Álbum Britânico do Ano | Contribuição Excepcional para a Música |
| --- | --- |
| - Fairground Attraction – The First of a Million Kisses - Aztec Camera – Love - The Pasadenas – To Whom It May Concern - Pet Shop Boys – Introspective - Steve Winwood – Roll with It                    | - Cliff Richard |
| Single Britânico do Ano | Vídeo Britânico do Ano |
| - Fairground Attraction – "Perfect" - Art of Noise com participação de Tom Jones – "Kiss" - Deacon Blue – "Real Gone Kid" - Robert Palmer – "She Makes My Day" - Tanita Tikaram – "Twist in My Sobriety" | - Michael Jackson – "Smooth Criminal" (Estados Unidos) - Bananarama – "Nathan Jones" - The Christians – "Harvest for the World" - George Harrison – "When We Was Fab" - Wet Wet Wet – "Temptation" |
| Artista Solo Masculino Britânico | Artista Solo Feminina Britânica |
| - Phil Collins - Chris Rea - George Michael - Robert Palmer - Steve Winwood | - Annie Lennox - Mica Paris - Sade Adu - Tanita Tikaram - Yazz |
| Grupo Britânico | Melhor Revelação Britânica |
| - Erasure - The Christians - Def Leppard - Pet Shop Boys - Wet Wet Wet | - Bros |
| Artista Solo Masculino Internacional | Artista Solo Feminina Internacional |
| - Michael Jackson - Alexander O'Neal - Luther Vandross - Prince - Terence Trent D'Arby | - Tracy Chapman - Anita Baker - Enya - Kylie Minogue - Whitney Houston |
| Grupo Internacional | Melhor Revelação Internacional |
| - U2 - Bon Jovi - Fleetwood Mac - INXS - Womack & Womack | - Tracy Chapman - Belinda Carlisle - Enya - Michelle Shocked - Salt-N-Pepa |
| Gravação Clássica | Melhor Gravação de Trilha Sonora |
| - Trevor Pinnock - André Previn - Jeffrey Tate - Philip Brunelle - Simon Rattle | - Buster - Good Morning, Vietnam - Hairspray - The Princess Bride - Rattle and Hum |